# Domstol
En domstol er officielt, offentligt forum, der har myndighed til at foretage rettergang. Domstolenes klassiske virkeområde er:
- afgøre tvister,
- idømme og udmåle straf, samt
- afgøre spørgsmål om øvrighedsmyndighedens grænser.

I lande med et demokratisk styre, er det en grundlæggende del af magtens tredeling, at domstolene er uafhængige – "den dømmende magt". I Danmark er det stadfæstet i Grundlovens bestemmelser blandt andet om, at den dømmende magt er ved domstolene alene (§ 3, 3. pkt.), at den dømmende magts udøvelse kan kun ordnes ved lov (§ 61) samt at retsplejen skal holdes adskilt fra forvaltningen (§ 62).

## De danske domstole
Højesteret er den øverste domstol og pådømmer ankesager fra landsretterne, som består af Østre Landsret og Vestre Landsret. Endvidere findes Grønlands Landsret. Højesteret kan desuden pådømme sager, som er begyndt i byretten, men som med Procesbevillingsnævnets tilladelse kan ankes fra landsretten (en såkaldt 3. instansbevilling).
Der findes en byret for hver retskreds i Danmark, og her starter de fleste retssager. Civile sager om store pengebeløb kan dog begynde i landsretten. Visse alvorlige straffesager (fx manddrab) starter altid i landsretten.
Herudover findes Sø- og Handelsretten i København og Tinglysningsretten i Hobro.
Af specielle domstole findes der også den Særlige Klageret, samt Rigsretten.
Arbejdsretten er derimod ikke en almindelig domstol i traditionel forstand, men dens virke og beføjelser minder meget om de almindelige domstoles. I Danmark findes der desuden en lang række organer, som ikke er egentlige domstole, men hvis virke minder om domstoles. Dette gælder f.eks. ekspropriationskommissioner, præste- og bisperetten og hegnssyn. 
I modsætning til en række andre europæiske lande findes der ikke en særlig forvaltnings- eller forfatningsdomstol i Danmark. Derfor behandler de almindelige domstole også spørgsmål om Grundloven.
Administrationen af domstolenes virksomhed varetages af Domstolsstyrelsen.

### Tingsteder
Tingsteder er de steder, hvor domstolene holder retsmøder. Der findes hovedtingsteder og bitingsteder. Hovedtingstedet er domstolens hovedkontor. Et bitingsted er et sted, hvor retten regelmæssigt holder retsmøder uden for hovedkontoret. Domstolenes hovedtingsteder fremgår af retsplejeloven. Domstolsstyrelsen fastsætter domstolenes bitingsteder ved bekendtgørelse.

## Domstolsprøvelse af danske loves grundlovsmæssighed
Fordelingen af statsmagten i Danmark følger af Grundloven § 3, 3. pkt., hvorefter domstolene har den dømmende magt. Traditionelt har denne kompetence indebåret afgørelse af civilretlige sager og idømmelse af straf. Men i dag er det fast antaget, at domstolene i Danmark også har kompetence til at pådømme spørgsmål om loves grundlovsmæssighed. Denne retstilling blev endelig fastslået ved afgørelsen i sagen om Tvind-loven i 1999, hvor Højesteret med domstolsafgørelsen U.1999.841 H for første gang kendte en lov for ugyldig som stridende mod Grundloven.

## Domstolsprøvelse af en forvaltningsafgørelse
Domstolsprøvelse af en forvaltningsafgørelse følger af Grundloven § 63. Domstolsprøvelse omfatter især sagsbehandlingsfejl eller afgørelse i strid med proportionalitetsgrundsætningen; eller hvis afgørelsen er udtryk for magtfordrejning.

## Internationale domstole
Den internationale straffedomstol (ICC: International Criminal Court) har sæde i Haag. Formålet med ICC er at straffe fysiske personer, som er individuelt ansvarlige for "de alvorligste forbrydelser, som vedkommer hele det internationale samfund" såsom folkedrab og forbrydelser mod menneskeheden.
Den Europæiske Menneskerettighedsdomstol kan tage en dansk sag op, hvis der ansøges om dette, og de nationale prøvelsesmuligheder er udtømt. Højesteret har indtil nu rettet ind efter Den Europæiske Menneskerettighedsdomstols domme, hvilket f.eks. skete i Grønjakke-sagen mod Jens Olaf Jersild.